# Jordi Morales García
Jordi Morales García (Esparraguera, 17 de noviembre de 1985) es un deportista español que compite en tenis de mesa adaptado.
Ganó tres medallas en los Juegos Paralímpicos de Verano entre los años 2004 y 2020, seis medallas en el Campeonato Mundial de Tenis de Mesa Adaptado entre los años 2006 y 2022, y once medallas en el Campeonato Europeo de Tenis de Mesa Adaptado entre los años 2009 y 2019.

## Palmarés internacional
| Juegos Paralímpicos | Juegos Paralímpicos       | Juegos Paralímpicos | Juegos Paralímpicos |
| Año                 | Lugar                     | Medalla             | Prueba              |
| ------------------- | ------------------------- | ------------------- | ------------------- |
| 2004                | Atenas (Grecia)           | Medalla de bronce   | Individual 7        |
| 2012                | Londres (Reino Unido)     | Medalla de plata    | Equipo 6-8          |
| 2020                | Tokio (Japón)             | Medalla de bronce   | Equipo 6-7          |
| Campeonato Mundial  |                           |                     |                     |
| Año                 | Lugar                     | Medalla             | Prueba              |
| 2006                | Montreux (Suiza)          | Medalla de plata    | Equipo 7            |
| 2010                | Gwangju (Corea del Sur)   | Medalla de oro      | Equipo 6-7          |
| 2010                | Gwangju (Corea del Sur)   | Medalla de plata    | Individual 7        |
| 2014                | Pekín (China)             | Medalla de oro      | Equipo 6-7          |
| 2018                | Laško (Eslovenia)         | Medalla de oro      | Individual 7        |
| 2022                | Granada (España)          | Medalla de bronce   | Dobles 14           |
| Campeonato Europeo  |                           |                     |                     |
| Año                 | Lugar                     | Medalla             | Prueba              |
| 1999                | Piešťany (Eslovaquia)     | Medalla de oro      | Individual 8        |
| 2003                | Zagreb (Croacia)          | Medalla de oro      | Individual 7        |
| 2003                | Zagreb (Croacia)          | Medalla de oro      | Equipo 8            |
| 2007                | Kranjska Gora (Eslovenia) | Medalla de oro      | Equipo 7            |
| 2007                | Kranjska Gora (Eslovenia) | Medalla de plata    | Individual 7        |
| 2009                | Génova (Italia)           | Medalla de oro      | Equipo 7            |
| 2011                | Split (Croacia)           | Medalla de bronce   | Equipo 7            |
| 2013                | Lignana (Eslovenia)       | Medalla de plata    | Equipo 7            |
| 2015                | Vejle (Dinamarca)         | Medalla de bronce   | Equipo 7            |
| 2017                | Laško (Eslovenia)         | Medalla de bronce   | Equipo 7            |
| 2019                | Helsingborg (Suecia)      | Medalla de oro      | Equipo 7            |